# Euphlyctis cyanophlyctis
Euphlyctis cyanophlyctis es una especie de anfibio anuro de la familia Dicroglossidae. Se encuentra desde Irán hasta Indochina.  

## Subespecies
Se reconocen las 3 siguientes:
- E. c. seistanica Nikolskii, 1899
- E. c. cyanophlyctis (Schneider, 1799)
- E. c. microspinulata Khan, 1997